# رم، شهرستان جفرسون، ویسکانسین
رم (به انگلیسی: Rome) یک منطقهٔ مسکونی در ایالات متحده آمریکا است که در شهرستان جفرسون، ویسکانسین واقع شده‌است. رم ۶۸۹ نفر جمعیت دارد.